# Jenő Seiden
Jenő Seiden (ur. 1901, zm. ?) – węgierski piłkarz występujący na pozycji napastnika, 2-krotny reprezentant Węgier.

## Kariera klubowa
Grę w piłkę nożną rozpoczynał w Újpesti Törekvés SE. 13 maja 1920 roku zadebiutował w Nemzeti Bajnokság I w zremisowanym 0:0 meczu przeciwko III. Kerületi TUE. Następnie był graczem Vasas SC (1927) i Bocskai FC (1927-1928). W węgierskiej ekstraklasie rozegrał łącznie 18 spotkań i zdobył 1 bramkę.

## Kariera reprezentacyjna
W 1922 roku rozegrał 2 spotkania w reprezentacji Węgier. Zadebiutował 30 kwietnia w meczu przeciwko Austrii (1:1). Miesiąc później wystąpił w wygranym 3:0 meczu z Polską w Krakowie, w którym zdobył bramkę.